# کارگووا
کارگووا (به لاتین: Kargowa؛ تلفظ لهستانی: [karˈɡɔva]) یک شهر در لهستان است که در گمینا کارگووا واقع شده‌است. کارگووا ۳٬۷۶۹ نفر جمعیت دارد.